# Heroismos
Heroismos és una pel·lícula rodada a Tarragona a benefici de l'Hospital de Sang de la Creu Roja l'any 1922 i dirigida per Lluís Bonet i Amigó. El cartell de la pel·lícula va ser obra del gran cartellista i professor de dibuix de l'Institut de Tarragona Francesc de Cidón (1871-1943). El llibret de la novel·la original va ser escrit pel periodista Lluís de Salvador i Andrés (1893-1975), i inclou fotografies dels protagonistes i algunes escenes de la pel·lícula. Entre els protagonistes apareixen noms rellevants de la societat tarragonina de l'època.
El 2012 se'n van redescobrir unes fotogrames i d'aleshores ençà s'ha recuperat uns 70% de la pel·lícula i s'ha llançat una campanya per restaurar-la.

## Actors
- Amparo Sanromá Anguiano (1902-1985)[3] en el paper de Maria Remei de Font-Romeu
- Raquel Malé en el paper de Zaimia
- Luis Nörregard Dalmau en el paper d'Expósito Esteban Magín
- Benigno Dalmau Vilá en el paper de Roberto de Mongolfier